# Samtgemeinde Aue
Samtgemeinde Aue er en Samtgemeinde bestående af fire kommuner, beliggende i den sydlige del af Landkreis Uelzen, i den østlige del af den tyske delstat Niedersachsen. Samtgemeindes administration ligger i byen Wrestedt. Den blev oprettet 1. november 2011 ved en sammenlægning af Samtgemeinde Bodenteich og Samtgemeinde Wrestedt. Navnet kommer fra floden Stederau/Aue, der løber gennem Samtgemeinden.

## Geografi
Samtgemeinde Aue består af fire kommuner med deres landsbyer og bebyggelser
- Bad Bodenteich, med Abbendorf, Bad Bodenteich, Bomke, Flinten, Häcklingen, Kuckstorf, Overstedt, Schafwedel og Schostorf
- Lüder med Langenbrügge, Lüder, Reinstorf und Röhrsen sowie den Wohnplätzen Neu Lüder og Waldhof
- Soltendieck med Bockholt, Heuerstorf, Kakau, Kattien, Müssingen, Soltendieck, Thielitz og Varbitz
- Wrestedt med Bollensen, Breitenhees, Drohe, Emern, Esterholz, Gavendorf, Groß Pretzier, Hamborg, Kahlstorf, Kallenbrock, Klein Bollensen, Klein London, Klein Pretzier, Könau, Kroetze, Krötzmühle, Lehmke, Nettelkamp, Niendorf II, Nienwohlde, Ostedt, Stadensen mit dem Wohnplatz Streuberg, Stederdorf, Wieren og Wrestedt